# I Decided (Big Sean)
I Decided (stilizzato I Decided.) è il quarto album in studio del rapper statunitense Big Sean, pubblicato il 3 febbraio 2017 da GOOD Music e Def Jam Recordings.
L'album raggiunge il primo posto nella Billboard 200, in Canada e nella classifica australiana dedicata agli album urban. Il 18 aprile 2017 l'album è certificato dalla RIAA disco d'oro.

## Tracce
1. Intro – 1:04
2. Light (featuring Jeremih) – 3:30
3. Bounce Back – 3:42
4. No Favors (featuring Eminem) – 5:25
5. Jump Out the Window – 3:33
6. Moves – 2:22
7. Same Time Pt. 1 (featuring Twenty88) – 1:29
8. Owe Me – 4:31
9. Halfway Off the Balcony – 3:50
10. Voices in My Head / Stick to the Plan – 4:02
11. Sunday Morning Jetpack (featuring The-Dream) – 3:45
12. Inspire Me – 3:28
13. Sacrifices (featuring Migos) – 4:47
14. Bigger Than Me (featuring Flint Chozen Choir & Starrah) – 4:52

## Classifiche
Classifiche settimanali
| Classifica (2017)         | Posizione massima |
| ------------------------- | ----------------- |
| Australia                 | 14                |
| Belgio (Fiandre)          | 67                |
| Belgio (Vallonia)         | 121               |
| Canada                    | 1                 |
| Danimarca                 | 15                |
| Finlandia                 | 11                |
| Francia                   | 191               |
| Germania                  | 62                |
| Paesi Bassi               | 10                |
| Norvegia                  | 5                 |
| Nuova Zelanda             | 12                |
| Regno Unito               | 12                |
| Stati Uniti               | 1                 |
| US Digital Albums         | 1                 |
| US Rap Albums             | 1                 |
| US Top R&B/Hip-Hop Albums | 1                 |
| US Tastemaker Albums      | 7                 |
| Svezia                    | 19                |
| Svizzera                  | 39                |